# Indicatie (geneeskunde)
Een indicatie (letterlijk "aanwijzing") binnen de geneeskunde houdt in: een aanwijzing dat een bepaald gevolg moet/kan worden gegeven aan een aandoening, ziekte of klacht van de patiënt.
Er kan een indicatie zijn voor een geneesmiddel, behandeling, aanvullend onderzoek of verwijzing (bijvoorbeeld naar een (andere) medisch specialist of paramedicus).
Geneesmiddelen worden toegelaten voor één of meer indicaties; dat wil zeggen dat een middel is aangewezen bij één of meer specifiek omschreven omstandigheden (klacht of ziektebeeld). Hierbij is ook de manier van gebruiken gespecificeerd. 
Als een middel anders wordt gebruikt, of bij andere aandoeningen, ligt de verantwoordelijkheid voor eventuele schadelijke gevolgen veel sterker bij de voorschrijvende arts dan anders het geval is. Deze zal dit in dergelijke gevallen dan ook meestal duidelijk met de patiënt willen overleggen.